# Europiella signicornis
Europiella signicornis är en insektsart som beskrevs av Knight 1969. Europiella signicornis ingår i släktet Europiella och familjen ängsskinnbaggar. Inga underarter finns listade i Catalogue of Life.